# Otto Reinhold Ludwig von Ungern-Sternberg

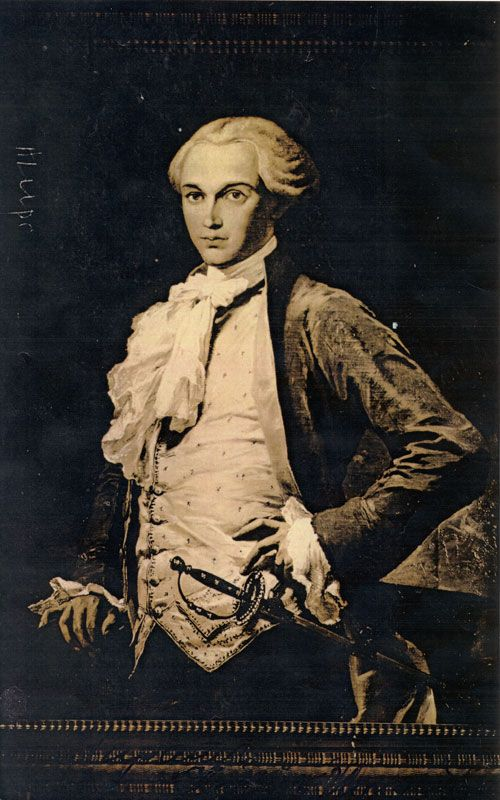
Otto Reinhold Ludwig von Ungern-Sternberg

Otto Reinhold Ludwig von Ungern-Sternberg (russisch Отто Рейнгольд Людвиг Унгерн фон Штернберг) (* 5. Augustjul. / 16. August 1744greg. auf Kusthof in Livland; † 2. Augustjul. / 14. August 1811greg. in Tobolsk) war ein polnischer Kammerherr und Gesandter sowie estländischer Reeder und Gutsbesitzer.

## Leben
Seine Eltern waren Reinhold Gustav von Ungern-Sternberg (* 1714; † 1787) und dessen Ehefrau Christina Sophia von Rosen (* 1719; † 1797). Ungern studierte an der Universität Leipzig, reiste nach Asien und im Indischen Ozean. Aus Besorgnis, dass er das Handels- und Verkehrsmonopol der Britischen Ostindien-Kompanie gefährden könnte, wurde er während des Siebenjährigen Kriegs von den Behörden Britisch-Indiens der Spionage beschuldigt und nach Europa deportiert.
Er war Kammerherr und Gesandter von Stanislaus II. August Poniatowski bei der Zarin Katharina II. (Russland) am Schloss Peterhof. 1781 erwarb er den Gutshof Großenhof auf Dagö, war aber auch weiterhin Herr auf Neukusthof in Livland sowie auf Neuenhof, Hohenholm, Pardas und Putkas in Estland. Ungern stand im Rang eines holländischen Kapitäns. 1802 wurde er unter dem Vorwurf des Mordes an Carl Johan Malmi, dem Kapitän der Brigg Morian, verhaftet. Im Gerichtsverfahren berief er sich auf Notwehr. Er wurde verurteilt und nach Tobolsk verbannt. Dort arbeitete er während der Regierungszeit von Kaiser Alexander I. in der Verwaltung.
Ungern war seit 1772 mit Magdalene Charlotte von der Pahlen (* 1749; † 1824) vermählt, mit der er vier Kinder hatte.
In England wurde er posthum zum Strandräuber erklärt. István Csekey untersuchte 1928 den Vorwurf der Seeräuberei gegen Ungern wissenschaftlich und führte diesen ad absurdum.